# سوسپیرولو
سوسپیرولو (به ایتالیایی: Sospirolo) یک کومونه در ایتالیا است که در استان بلونو واقع شده‌است.

## خصوصیات
سوسپیرولو ۶۶٫۰ کیلومترمربع مساحت و ۳٬۲۱۲ نفر جمعیت دارد.